# Armand Wasseige
Armand Xavier Henri Ghislain Wasseige (17 avril 1812 à Namur - 9 juin 1882 à Bruxelles) était un homme politique belge membre du Parti catholique.

## Biographie
Armand Wasseige appartient à une lignée de juristes et de magistrats namurois qui remonte à Jean-François Wasseige, lequel reçut patente de notaire en 1686, prêta serment en qualité de procureur du Conseil provincial de Namur dix ans plus tard et mourut en 1730.
Il  est le premier enfant du couple formé par Xavier Wasseige (1785-1827) et Marie Raulet (1790-1814), fille de Thomas, un fonctionnaire de l’empire français d’origine lorraine.
Il reçoit sa formation initiale chez les Frères de la Doctrine Chrétienne,  fréquente ensuite l’Athénée royal de Namur où il se révèle très bon élève (1823-1827) et s’inscrit finalement à la faculté de droit de l’Université de Liège qui lui décerne le titre de licencié avec la mention « maxima cum laude ».
En 1833, il s’inscrit au barreau de Namur et en 1846, il est nommé juge suppléant au Tribunal de première instance de sa ville natale.
Olympe Manderbach (1818-1893), la fille d’un banquier namurois qu’il a épousée en 1839, lui donne quatre enfants.
Il décède dans une chambre de l’hôtel de Flandre à Bruxelles des suites d’une congestion cérébrale.

## Carrière politique
En 1840, il est élu au Conseil provincial de Namur ; quatre ans plus tard, il devient bourgmestre de Dave, où il réside dans la propriété familiale de l’Islia, et en 1851, il entre à la Députation permanente du Conseil provincial.
Membre de la Chambre des représentants pour l’arrondissement de Namur depuis 1854, il y siège jusqu’à sa mort, sauf interruption de dix-huit mois de 1857 à 1859.
En septembre 1870, il se voit offrir  le portefeuille des Travaux publics au sein de l’éphémère cabinet d’Anethan  et pendant qu’il est à la tête de ce département, il ne cesse d’essuyer les attaques dont rend succinctement compte ce refrain entonné par toute la presse d’opposition :
Qu’il pleuve, qu’il vente, qu’il neige
C’est la faute à Wasseige. »

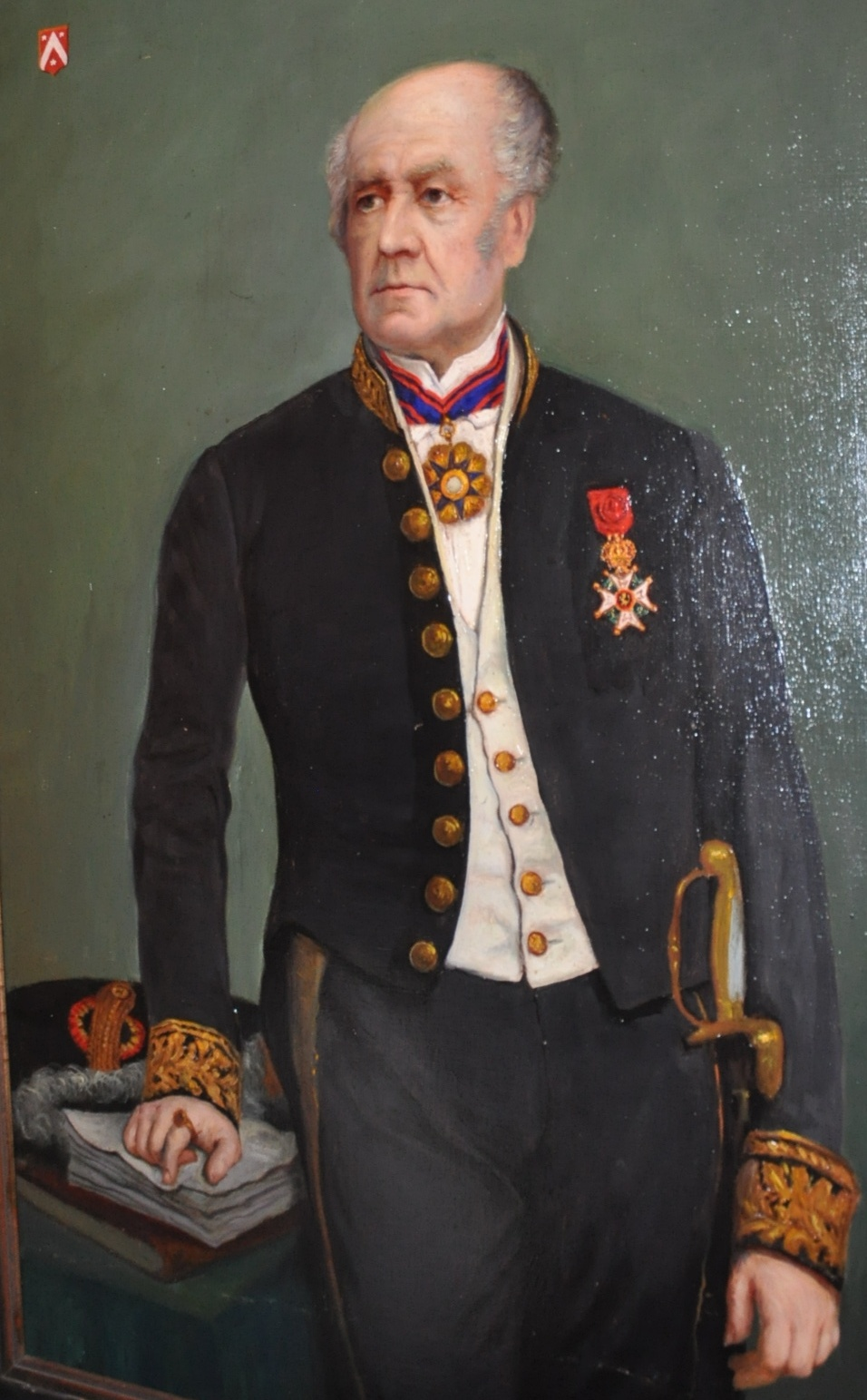
Armand Ier Wasseige

La  Loi de malheur (1879) voulue par  les libéraux et la   Première guerre scolaire qui s’ensuit font de lui un des plus ardents promoteurs de la résistance. Il fait alors construire à ses frais des écoles confessionnelles à Dave et  contribue au traitement des religieuses chargées d’y enseigner.